# Il rovescio della medaglia (O'Brian)
Il rovescio della medaglia è l'undicesimo romanzo della saga di Jack Aubrey e Stephen Maturin, personaggi immaginari, anche se Aubrey è ispirato alle imprese di Lord Cochrane. Da questi romanzi è stato tratto il film Master and Commander - Sfida ai confini del mare, con Russell Crowe.
In effetti la sceneggiatura del film è un sunto di episodi tratti dai vari romanzi della serie.

## Trama
Rientrati in una base navale inglese delle Indie Occidentali con la Surprise ed i prigionieri della fregata statunitense USS Norfolk, Jack Aubrey conosce suo figlio illegittimo, Sam Panda, avuto da una donna africana molti anni prima ed ora missionario diretto in Brasile. Ma lo raggiungono anche le notizie dei suoi rovesci economici, in seguito ad investimenti avventati. Dopo il vano inseguimento di una veloce corsara, la Spartan, Jack ed il fidato amico Stephen Maturin, dottore e agente segreto, raggiungono l'Inghilterra.
Rientrando a Londra in diligenza, Jack salva, o almeno sembra, un sedicente corriere da una aggressione, venendone ripagato con informazioni riservate che dovrebbe utilizzare giocando in borsa. Ma commette l'errore di informare suo padre, il generale Aubrey, deputato radicale e uomo di pochi scrupoli e dubbie compagnie, dedito ad attaccare selvaggiamente la maggioranza Whig usando spesso anche il nome del figlio come fonte fasulla di notizie. La notizia si diffonde e Jack viene processato per frode in borsa, grazie ad un giudice, anche lui uomo politico, fermamente intenzionato a far pagare al figlio le colpe del padre, nonostante la commovente ed ingenua fiducia di Jack nella giustizia civile. Il corriere non si trova, mentre si trova il cadavere dell'uomo che si spacciava per tale, ma non è possibile produrlo come prova. L'attacco è ben congegnato, il processo una formalità, la condanna è esemplare: multa, gogna e radiazione dai ruoli della marina.
Nel frattempo Stephen, che ha ereditato un consistente patrimonio dal suo padrino spagnolo, compra la Surprise, che era stata messa in disarmo, per farne una nave corsara. Sa già che otterrà la lettera di corsa dal governo di Sua Maestà, e che la nave sarà una perfetta copertura per operazioni segrete, e vuole inoltre dare una ragione di vita all'amico, ingaggiandolo come comandante. Assolda inoltre una squadra di picchiatori per proteggere l'amico dai rischi della gogna. Ma al momento stabilito, non c'è bisogno dei picchiatori: la piazza è gremita di marinai ed ufficiali raccoltisi da tutta l'Inghilterra ad applaudire e proteggere Jack.
Ma il finale riserva una sorpresa: un agente francese scontento contatta Stephen e gli rivela delle informazioni importanti, promettendogli di indicargli due importantissime talpe dei servizi francesi all'interno dell'apparato britannico; e così è, ma uno dei due non è altri che Andrew Wray, secondo segretario dell'Ammiragliato ed acerrimo nemico di Jack, insieme a Leadward, del Tesoro. Prima che possano essere arrestati, passano ore, durante le quali i due fuggono all'estero, ancora una volta con la complicità di una talpa.

## Riferimenti
La storia e buona parte del processo che vede protagonista Jack Aubrey sono basate sul processo reale che Lord Cochrane dovette subire, venendo effettivamente radiato dai ruoli della Royal Navy, e finendo poi per mettersi al servizio della marina del Cile

## Edizioni
- Patrick O'Brian, Il rovescio della medaglia, traduzione di Paola Merla, Longanesi, 2001,  p. 286, ISBN 88-304-1935-4.